# 维约穆兰
维约穆兰（法語：Vieux-Moulin，法語發音：[vjø mulɛ̃] ⓘ）是法国瓦兹省的一个市镇，属于贡比涅区。

## 地理
维约穆兰（49°23'32"N, 2°55'54"E）面积17.65 平方千米，位于法国上法蘭西大區瓦兹省，该省份为法国北部内陆省份，北起索姆省，西接厄尔省和滨海塞纳省，南至塞纳-马恩省和瓦兹河谷省，东临埃纳省。
与维约穆兰接壤的市镇（或旧市镇、城区）包括：贡比涅、屈斯拉莫特、皮埃尔丰、圣让欧布瓦、特罗利布勒伊。
维约穆兰的时区为UTC+01:00、UTC+02:00（夏令时）。

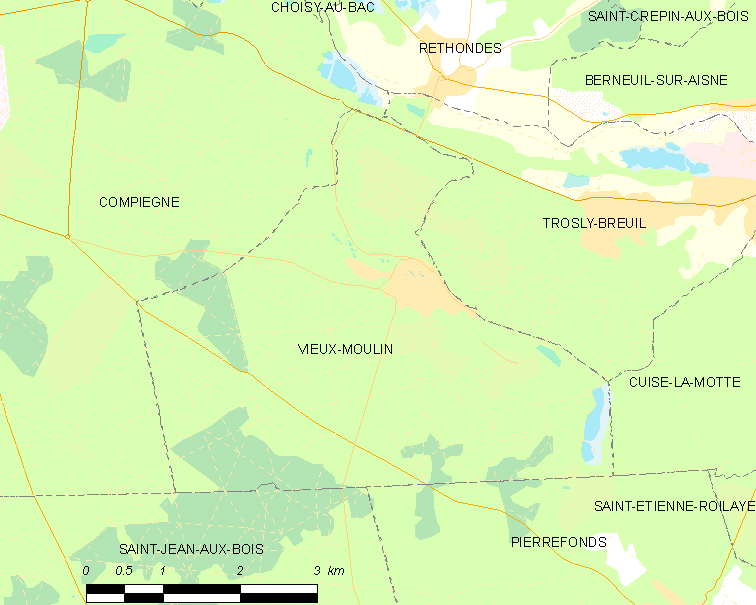
维约穆兰的OSM定位图

## 行政
维约穆兰的邮政编码为60350，INSEE市镇编码为60674。

## 政治
维约穆兰所属的省级选区为贡比涅第二县。

## 人口

1962-2008年间维约穆兰人口变化图示

维约穆兰于2022年1月1日时的人口数量为600人。